# Serradifalco
Serradifalco ist eine Stadt und Gemeinde im Freien Gemeindekonsortium Caltanissetta in der Region Sizilien in Italien mit 5456 Einwohnern (Stand 31. Dezember 2023).

## Lage und Daten
Serradifalco liegt 21 Kilometer westlich von Caltanissetta. Die Einwohner arbeiten hauptsächlich in der Landwirtschaft.
Die Nachbargemeinden sind Caltanissetta, Canicattì (AG), Montedoro, Mussomeli und San Cataldo.

## Geschichte
Die Gemeinde wurde 1640 von Leonardo Lo Faso Pietrasanta gegründet. Davor stand hier ein kleiner Weiler.
Die Lo Faso Pietrasanta blieben auch für die nächsten zwei Jahrhunderte als „Duchi di Serradifalco“ (Herzöge von Serradifalco) die Herren der Stadt. Der bekannteste Vertreter dieser Familie ist Domenico Lo Faso Pietrasanta, der unter dem Pseudonym „Serradifalco“ als einer der bedeutendsten Archäologen Siziliens seiner Zeit bekannt war.

## Sehenswürdigkeiten

### Im Ort
Sehenswert ist der Palast der Herzöge von Serradifalco. Die Pfarrkirche San Leonardo wurde 1740 erbaut. Die Kirche besitzt zwölf Halbkapitelle in der Fassade. Im Inneren gibt es eine mit Gold bemalte Statue des Heiligen San Leonardo und Altäre aus Marmor. Die Fresken aus dem frühen 20. Jahrhundert zeigen Szenen aus dem Leben Jesu Christi. Die Kirche San Francesco am Ortsrand stammt aus dem 18. Jahrhundert. Sie enthält vier Gemälde von Vito d’Anna.

### Außerhalb des Ortes
In Richtung San Cataldo befindet sich Vassallaggi, eine Siedlung aus der Bronzezeit. Die Siedlung befindet sich bereits auf dem Gebiet von San Cataldo.

## Söhne und Töchter
- Antonino Migliore (* 1946), katholischer Geistlicher und Bischof von Coxim